# Zeitschrift für Sukkulentenkunde
Zeitschrift für Sukkulentenkunde (abreviado Z. Sukkulentenk.) fue una revista ilustrada con descripciones botánicas que fue editada en Berlín. Se publicaron 3 números en los años 1923-1928.